# 2066 Palala
2066 Palala este un asteroid din centura principală, descoperit pe 4 iunie 1934 de Cyril Jackson.